# Сукпак
Сукпак — посёлок в Кызылском кожууне Республики Тыва. Административный центр и единственный населённый пункт Сукпакского сумона.

## География
Село находится у р. Верхний Енисей.
Уличная сеть
ул. 40 лет Победы, ул. Академика Усова, Береговая ул., Буровая ул., ул. Буруле, ул. Геологов, Геофизическая ул., Горная ул., ул. Дружба, Интернациональная ул., ул. Иргит Бадра, Каменистая ул., ул. Кечил-Оола, Ключевская ул., Кызылская ул., ул. Макаренко, Малиновая ул., ул. Мелиораторов, Молодёжная ул., Набережная ул., Олимпийская ул., Первомайская ул., Полевая ул., Промышленная ул., Радужная ул., ул. Салчака Тока, Саянская ул., Степная ул., Сукпакская ул., ул. Тувинских Добровольцев, Фрегатная ул., ул. Фрунзе, ул. Юртаева.
Сукпакская улица есть также в столице Тывы городе Кызыл.
Географическое положение
Расстояние до:
районного центра Каа-Хем: 21 км.
областного центра Кызыл: 14 км к западу
Ближайшие населенные пункты
Ээрбек — 3 км (находится на противоположном берегу Верхнего Енисея), Кызыл — 14 км, Усть-Элегест — 14 км, Каа-Хем — 21 км, Сесерлиг (Германовка) — 25 км

## История
В 1963 году указом Президиума Верховного Совета РСФСР посёлок Сук-Пак переименован в Сукпак.

## Население
| 2002  | 2010  | 2011  | 2012  | 2013  | 2014  | 2015  |
| ----- | ----- | ----- | ----- | ----- | ----- | ----- |
| 3679  | ↗4187 | ↗4198 | ↗4296 | ↗4353 | ↗4570 | ↗4690 |
| 2016  | 2017  | 2018  | 2019  | 2020  | 2021  |       |
| ↗4748 | ↗4839 | ↗4953 | ↗5056 | ↗5105 | ↗6106 |       |

## Инфраструктура
отделение почтовой связи посёлка Сукпак
Администрация посёлка Сукпак
Администрация Сукпакского сумона
С 2016 года действует мясокомбинат «Заря». Власти республики рассматривают мясокомбинат как опорную площадку для создания мясного кластера, а также базы для межрегионального экспорта продукции.
Храм Смоленской иконы Божией Матери, входит в Кызыльскую епархию.

## Транспорт
Сукпак — первая точка на пути нового маршрута федеральной автомагистрали М-54
Подъездная дорога от федеральной трассы к посёлку Сукпак